# Мельяковка
Мельяковка — поселок в Клинцовском районе Брянской области в составе Смолевичского сельского поселения.

## География
Находится в западной части Брянской области на расстоянии приблизительно 4 км на север по прямой от районного центра города Клинцы.

## История
Упоминался с 1930-х годов. В поселке есть  одноименное озеро. Корнем названия служит слово- мел, месторождение которого разрабатывается вблизи поселка для производства силикатного кирпича.

## Население
Численность населения: 78 человек (2002), 97 человек (2010), 98 человек (2013).